# Hogna nigrichelis
Hogna nigrichelis là một loài nhện trong họ Lycosidae.
Loài này thuộc chi Hogna. Hogna nigrichelis được Carl Friedrich Roewer miêu tả năm 1955.